# Ашшур-надін-шумі
Ашшур-надін-шумі (д/н — бл. 694 до н. е.) — цар Вавилону близько 700—694 до н. е. Ім'я перекладається як «Ашшур дарував нащадків».

## Життєпис
Походив з Ассирійської (IX Вавилонської) династії. Син ассирійського царя Сін-аххе-еріби. Після повалення у 700 році до н. е. васального царя Вавилону Бел-ібні батько зробив Ашшур-надін-шумі новим вавилонським царем.
Сприяв зміцненню ассирійської влади в Вавилонії. Брав участь у походах до Примор'я, де ассирійці воювали з халдеями. В подальшому був учасником організації морського походу проти Еламу, що відбувся 694 року до н. е. Втім того ж року Халлутуш-Іншушинак II, цар Еламу, виступив проти Вавилонії, захопивши важливе місто Сіппар. У вирішальній битві Ашшур-надін-шумі зазнав поразки, потрапив у полон. Його було відвезено до Еламу, де незабаром той помер. Новим царем Вавилону еламіти зробили Нергал-ушезіба.